# Athénée Adolphe Max
Pour les articles homonymes, voir Adolphe Max.
L'athénée Adolphe Max est une école d'enseignement secondaire de la Ville de Bruxelles faisant partie du réseau de l'enseignement officiel. Elle est située à l'est du centre de Bruxelles, près du quartier des Squares.

## Historique
Un premier bâtiment est conçu en 1904 par l'architecte Edmond De Vigne. En 1909 deux écoles laïques furent créées. Un premier lycée Carter pour filles, nommé ultérieurement Carter en hommage à la première directrice, et un athénée pour garçons, nommé ultérieurement Athénée Adolphe Max d'après le célèbre bourgmestre de Bruxelles Adolphe Max. En 1978, les deux écoles secondaires fusionnent en un seul athénée et adoptent le nom d'athénée Adolphe Max en 1990,.

## Description
L'athénée Adolphe Max est une école basée sur  la valorisation de l'effort dans un cadre respectueux. L'objectif de l'athénée est de transmettre une formation de qualité pour développer les compétences intellectuelles et morales  des élèves afin qu'ils aient le niveau pour aborder un enseignement supérieur avec succès.
L'école comptent deux préaux :  
- le préau Carter composé de trois étages dans lequel se trouvait jadis le lycée Carter.
- le préau Max composé de trois étages  dans lequel se trouvait jadis l'Athénée Adolphe Max pour garçons.

L'établissement compte une association des parents (APMAX) et un groupe école Amnesty actif.
En 2022, l'athénée Adolphe Max est devenu la première école en Région bruxelloise à proposer une double immersion, en néerlandais et en anglais,.

## Élèves célèbres
- Pierre Deligne : mathématicien[11];
- Plastic Bertrand : chanteur et  présentateur de télévision ;
- Philippe Geluck : comédien, auteur de bande dessinée, humoriste, dessinateur de bande dessinée, écrivain, peintre, sculpteur[12].